# Theodor W. Hänsch
Theodor Wolfgang Hänsch, född 30 oktober 1941 i Heidelberg i Tyskland, är en tysk fysiker som erhöll Nobelpriset i fysik 2005 tillsammans med Roy J. Glauber och John L. Hall.
Hänsch och Hall tilldelades priset "för deras bidrag till utvecklingen av laserbaserad precisionsspektroskopi, inkluderande den optiska frekvenskamstekniken".
Efter ha doktorerat var Hänsch professor vid Stanford University i Kalifornien mellan 1972 och 1986. En av hans studenter, Carl Wieman, erhöll Nobelpriset i fysik år 2001.

## Utmärkelser
- Klung-Wilhelmy vetenskapspris,  1979
- Comstock-priset i fysik,  1983[6]
- Herbert P. Broida-priset,  1983[7]
- William F. Meggers Award,  1985[8]
- Albert A. Michelson-medaljen,  1986
- Kung Faisals internationella pris i vetenskap, med  Ahmed Zewail,  1989
- Gottfried Wilhelm Leibniz-priset,  1989
- Einstein-priset för laserforskning,  1995
- Arthur L. Schawlow-priset i laserfysik,  1996[9]
- Stern–Gerlach Medal,  2000
- Philip Morris Forskningspris,  2000
- Matteuccimedaljen,  2001
- Alfried Krupp-vetenskapspris,  2002
- Maximiliansorden för konst och vetenskap,  2003
- Otto Hahn-priset,  2005
- Nobelpriset i fysik, med  Roy Jay Glauber och John L. Hall,  2005[10][11]
- I. I. Rabi Award,  2005[12]
- Frederic Ives-medaljen,  2005[8]
- Storofficer av Italienska republikens förtjänstorden,  28 december 2005[13][14]
- Förtjänstkors 1:a klass av Förbundsrepubliken Tysklands förtjänstorden,  2006
- Rudolf Diesel-medaljen,  2006[15][16]
- Förbundsrepubliken Tysklands förtjänstorden - stora kommendörskorset med stjärna,  2006[17]
- Hedersdoktor vid Freie Universität Berlin,  2006[18]
- Hedersdoktor vid Saint Andrews-universitetet,  22 juni 2006[19]
- Hedersdoktor vid Bar-Ilan-universitetet,  2008[20]
- Pour le Mérite för vetenskap och konst,  1 juni 2008[17]
- Bayerska författningsmedaljen i guld,  2 december 2010[21]
- Hall of Fame för tysk forskning,  2011
- Wilhelm Exner-medaljen,  2012[22]
- Medlem av American Physical Society
- Medlem av Optical Society of America
- Humboldtpriset
- Alexander von Humboldt-stipendiat

[Redigera Wikidata]